# Münchner Stadtmagazin
Das Münchner Stadtmagazin war ein von Februar 1990 bis Dezember 2001 monatlich erscheinendes Stadtmagazin für den Großraum München, das von der Münchner Kultur GmbH verlegt wurde. Noch im Jahr 1999 feierte das Münchner Stadtmagazin seinen 10. Geburtstag mit der von ihm initiierten Premiere der „Langen Nacht der Münchner Museen“. Doch am 20. Juni 2001 wurde es vom 14-täglich erscheinenden Stadtmagazin GO> abgelöst.

## Abgrenzungen
Das Münchner Stadtmagazin ist nicht zu verwechseln mit aktuellen Stadtmagazinen wie u. a. GO>, dessen Vorläufer von 1990 bis 2001 das Münchner Stadtmagazin war, oder munichx, die beide den Beinamen „Münchner Stadtmagazin“ tragen. Auch die Münchner Stadtzeitung (1980–1989) war als „Münchner Stadtmagazin“ bekannt, ohne je mit dem hier angesprochenen Münchner Stadtmagazin in Verbindung gestanden zu haben.

## Bekannte Mitarbeiter und Autoren
- Andreas Bohnenstengel, Fotograf
- Manfred Prescher, Chefredakteur bis 2001[3]
- Jan Markus Linhof, Ressortleiter Kultur[4]

## Galerie
Auswahl an Veröffentlichungen des Münchner Stadtmagazins aus den 1990er Jahren:

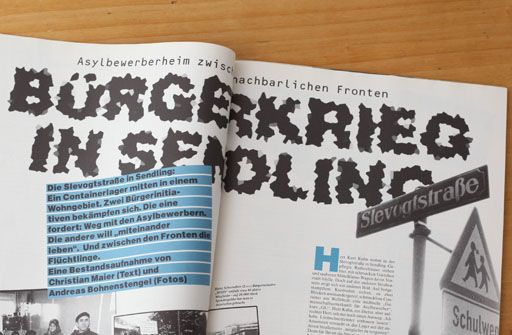
Heft 03/1994 Seite 38–39.jpg
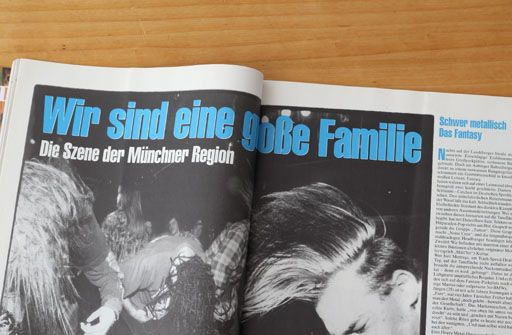
Heft 05/1994 Seite 40–41
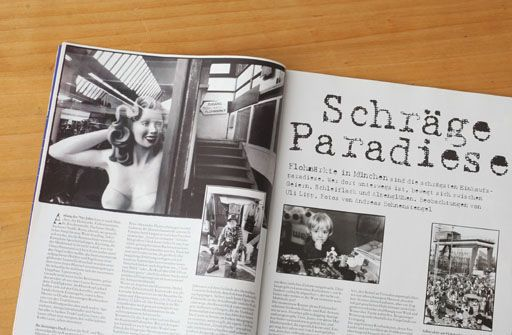
Heft 04/1997 Seite 18–19
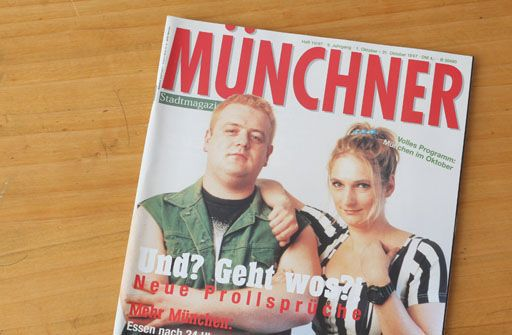
Heft 10/1997 Titel